# Memorabilia
Memorabilia – dwupłytowy album zespołu Stare Dobre Małżeństwo, wydany 10 października 2016.

## Opis
Album odwołuje się do zrębów powstawania zespołu na początku lat 80. – tych, u zarania, którego ulegał zmianie skład personalny zespołu i tworzył się repertuar. Na płycie obok lidera i założyciela grupy Stare Dobre Małżeństwo Krzysztofa Myszkowskiego znalazło się wielu gości, którzy współtworzyli bądź towarzyszyli w drodze zespołu. Wśród nich są: Andrzej Sidorowicz, który jako pierwszy partnerował Krzysztofowi Myszkowskiemu w muzycznej podróży. Jan Hyjek - inspirator nazwy Stare Dobre Małżeństwo. Marek Czerniawski - pierwszy skrzypek zespołu  oraz Sławomir Plota - śpiewający gitarzysta. Wacław Juszczyszyn (Wolna Grupa Bukowina), Mikołaj Korzistka (Bus Stop), Zbigniew Stefański (Bez Jacka), Mariusz Wilke (Słodki Całus Od Buby), Piotr Horbulewicz i Krzysztof Pydyński, Robert Piekarski i Wojciech Koptas (Pod Strzechą) oraz Piotr Bakal, Beata Koptas, Monika Mosionek (Pod Strzechą) oraz Ala Ciebielska (Borutowa) i Angela Gaber (bez Tria)”. Nie zabrakło także obecnych członków zespołu – Bolesława Pietraszkiewicza i Romana Ziobry.

## Lista utworów

### Płyta nr 1
1. Dziewczyna z Północy (sł./muz. K.Myszkowski)
2. Komunia  (Stachura/Myszkowski)
3. Piosenka frustracyjna (J.Hyjek)
4. Według poety  (Rybowicz/Myszkowski)
5. Lubię szeptać ci słowa, które nic nie znaczą  (Leśmian/Myszkowski)
6. Powrót  (Leśmian/Myszkowski)
7. Dolina w długich cieniach  (Stachura/Myszkowski)
8. Cyrk  (Sławomir Wolski/Piotr Horbulewicz)
9. Antyseans  (Wolski/Horbulewicz)
10. Kompozycja  (Stachura/Myszkowski)
11. Zmierzch  (Leśmian/Myszkowski)
12. Piosenka szalonego jakiegoś przybłędy  (Stachura/Myszkowski)
13. Szczęście  (Leśmian/Myszkowski)
14. W żalu najczystszym  (K.K. Baczyński/Myszkowski)

### Płyta nr 2
1. Smutno  (Stachura/Myszkowski)
2. Nie brookliński most  (Stachura/Myszkowski)
3. Polanka  (Zbigniew Stefański)
4. Moja piosenka  (Zb. Książek/Mikołaj Korzistka)
5. Peronówki  (Ryszard Leon Urbański/Myszkowski)
6. Piosenka z fotela  (Beata Strzecha)
7. Science fiction  (Bakal/Myszkowski)
8. Żeglarzom  (Bakal/Myszkowski)
9. I to już wszystko  (Bakal/Myszkowski)
10. On i ona  (Baran/Myszkowski)
11. Obudź się  (Ziemianin/Myszkowski)
12. Irlandzki tancerz  (sł. anonimowy wiersz z XIV w./ Jarosław Nadstawny)
13. Ludzie  (Leśmian/Nadstawny)
14. Wygrać w Życie  (K. Myszkowski)